# Gedser forsøgsmølle

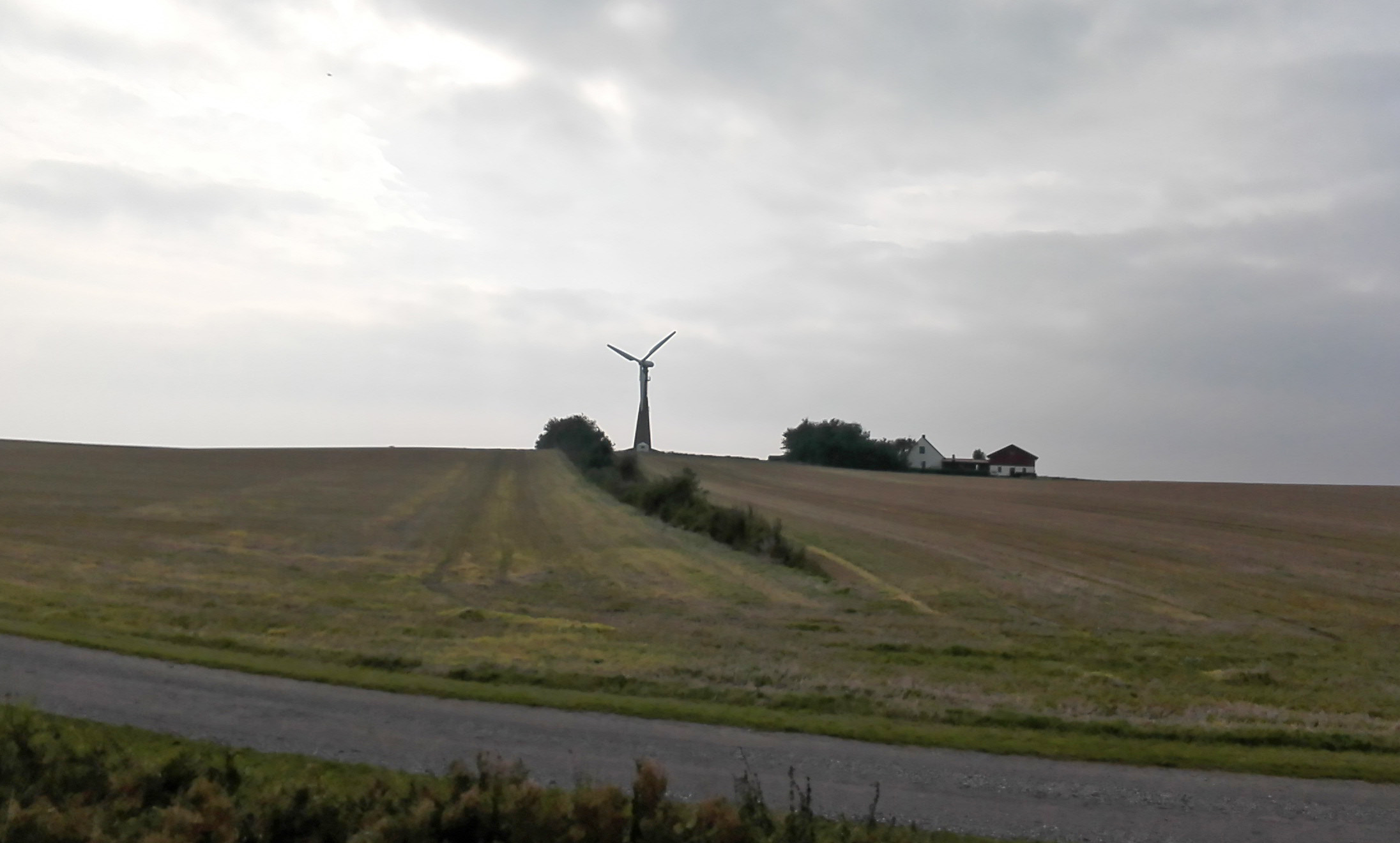
Gedser forsøgsmølle efter uppgradering.

Gedser forsøgsmølle var ett danskt experimentvindkraftverk i Gedser.
Gedser forsøgsmølle utformades av Johannes Juul på basis av erfarenheter från tidigare experimentvindkraftverk som byggts av Sydsjällands Elektricitet AS. Vid färdigställandet var det världens största vindkraftverk med 200 kW effekt. År 1962 drog Vindkraftutvalget under Danske Elværkers Forening slutsatsen att det inte var lönsamt att producera el genom vindkraft mot bakgrund av det dåvarande oljepriset. Experimentkraftverket i Gedser var dock i fortsatt drift fram till 1967, då det stoppades till följd av ett haveri i växellådan.
Konstruktionsprinciperna i Gedser forsøgsmølle, bland annat en horisontell axel och en trevingad propeller, fördes vidare till senare kommersiella vindkraftverk. Den var utrustad med klaffar för automatisk aerodynamisk bromsning av vingarna vid farligt starka vindar. Den var också ansluten till elnätet. 
Eftersom den fungerade förhållandevis problemfritt under tio år, renoverades också Gedser forsøgsmølle efter tio års driftsuppehåll med uppmuntran av NASA och med statligt amerikanskt finansiellt stöd.
Numera befinner sig generatorhuset och de tre propellervingarna på Elmuseet vid vattenkraftverket Gudenaacentralen i Bjerringbro i Midtjylland och en ny kraftenhet har monterats på det ursprungliga tornet.
Gedser forsøgsmølle är inkluderad i Danmarks kulturkanon.